# Brad Binder
Pour les articles homonymes, voir Binder.
Brad Binder, né le 11 août 1995 à Potchefstroom, est un pilote de vitesse moto sud-africain. Il est titré champion du monde Moto3 en 2016.

## Biographie

### Moto3
Il participe à son premier Grand Prix aux États-Unis à Indianapolis en 2011 dans la catégorie Moto3. Après une saison convaincante chez Red Bull KTM Ajo en 2015, il fait un bon début de saison avec des podiums prometteurs avant de gagner le Grand Prix d'Andalousie à Jerez de la Frontera en partant de la dernière position à la suite d'une pénalité reçue avant le départ à cause d'une utilisation non-conforme d'une centrale électronique pendant les essais. À la suite de cela il gagne les deux courses suivantes. Il devient officiellement champion du monde Moto3 2016 au Grand Prix moto d'Aragon.

### Moto2
Sa saison 2017 en Moto2 chez Red Bull KTM Ajo d'Aki Ajo connait un début difficile car le Sud-Africain se casse le tibia et une chute au Grand Prix d'Argentine le rend forfait jusqu'au Mugello. Il décroche son premier podium de la saison pour le Grand Prix d'Australie, avec une deuxième place. Il réitère sa bonne performance en décrochant une nouvelle deuxième place pour le grand prix suivant, de nouveau derrière Miguel Olivera. Pour la dernière course de la saison, lors du Grand Prix de la Communauté valencienne, il termine à la troisième position devant Francesco Bagnaia.
Pour la saison 2018, le sud africain reste au coté de Miguel Olivera. Pour le Grand Prix inaugural, il termine à la sixième position, derrière son coéquipier. Il décroche sa première victoire lors du Grand Prix d'Allemagne. Il remporte le Grand Prix d'Aragon après s'être élancé de la pole position.
La saison 2019 se déroule bien pour Brad Binder qui termine vice-champion du monde Moto2. En octobre de la même année, le team RedBull KTM annonce son souhait de recruter Brad Binder pour occuper le guidon MotoGP laissé vacant par Johann Zarco.

### MotoGP
La très particulière saison 2020 marquée par la crise sanitaire du coronavirus commence en juillet par deux courses à Jerez où Brad Binder propose deux prestations mitigées (13e et abandon). Lors de la troisième course, à Brno en République tchèque, il part 7e, et réalise une remontée spectaculaire avant de s'offrir sa première victoire en catégorie reine dès sa troisième course au guidon d'une MotoGP. Il s'agit de la première victoire de KTM en MotoGP.
En 2023, sur le circuit du Mugello, Brad Binder devient le pilote le plus rapide de l'histoire du Moto GP en atteignant la vitesse de 366,1km/h.
Pour la saison 2025,  il débute avec une huitième place de la course sprint du Grand Prix de Thaïlande.

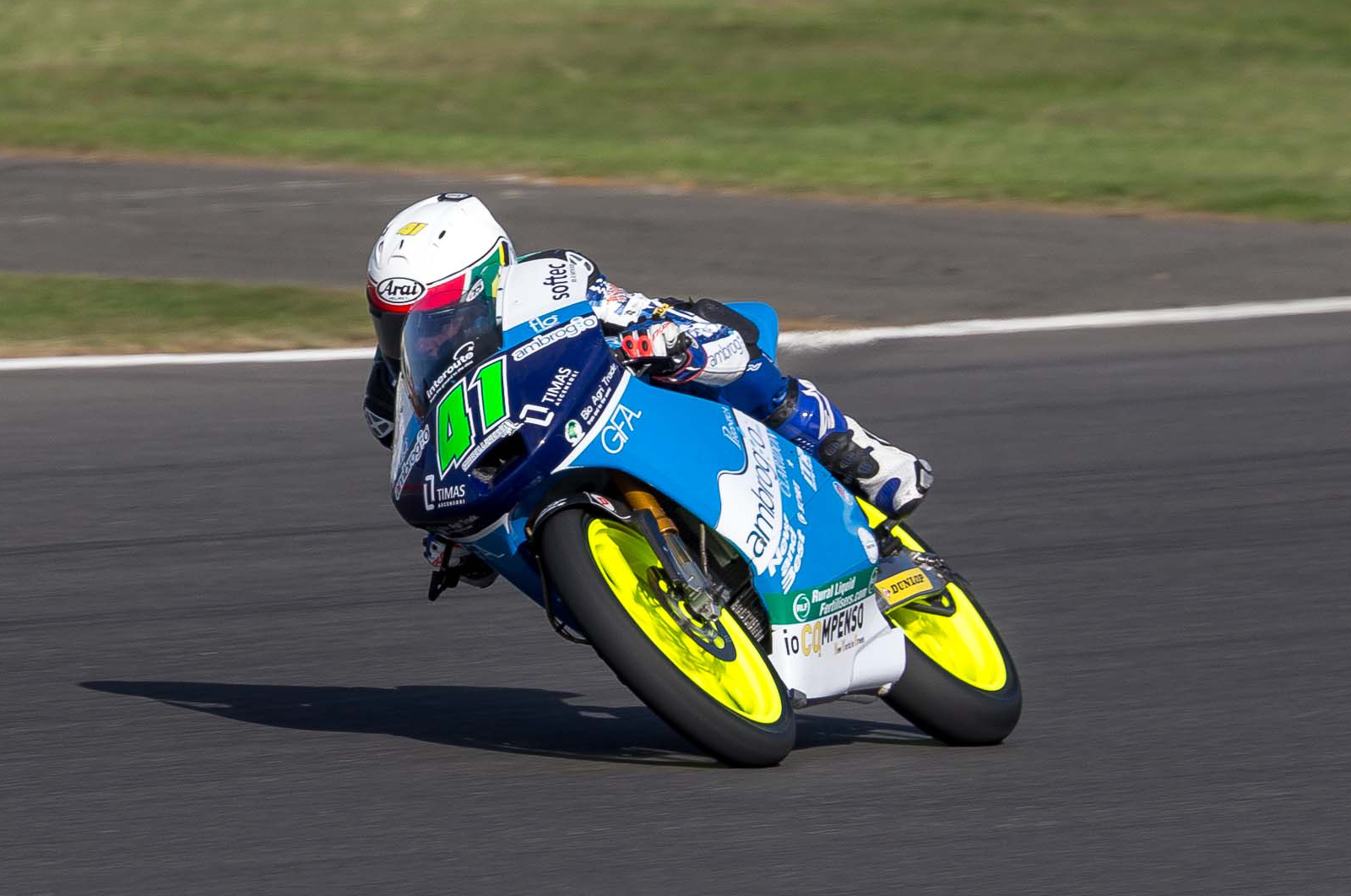
Brad Binder lors du Grand Prix de Silverstone 2013.

## Statistiques

### Par saison
(Mise à jour après le Grand Prix moto solidaire de Barcelone 2024)
| Sais  | Cat.    | Moto        | Course | Vict | Pod | Pole | M.tour | Pts  | Class |
| ----- | ------- | ----------- | ------ | ---- | --- | ---- | ------ | ---- | ----- |
| 2011  | 125 cm3 | Aprilia     | 5      | 0    | 0   | 0    | 0      | 0    | NC    |
| 2012  | Moto3   | Kalex KTM   | 17     | 0    | 0   | 0    | 0      | 24   | 21e   |
| 2013  | Moto3   | Suter Honda | 17     | 0    | 0   | 0    | 0      | 66   | 13e   |
| 2013  | Moto3   | Mahindra    | 17     | 0    | 0   | 0    | 0      | 66   | 13e   |
| 2014  | Moto3   | Mahindra    | 18     | 0    | 2   | 0    | 1      | 109  | 11e   |
| 2015  | Moto3   | KTM         | 18     | 0    | 4   | 0    | 3      | 159  | 6e    |
| 2016  | Moto3   | KTM         | 18     | 7    | 14  | 6    | 3      | 319  | 1er   |
| 2017  | Moto2   | KTM         | 15     | 0    | 3   | 0    | 2      | 125  | 8e    |
| 2018  | Moto2   | KTM         | 18     | 3    | 3   | 1    | 1      | 201  | 3e    |
| 2019  | Moto2   | KTM         | 19     | 5    | 9   | 0    | 0      | 259  | 2e    |
| 2020  | MotoGP  | KTM         | 14     | 1    | 1   | 0    | 2      | 87   | 11e   |
| 2021  | MotoGP  | KTM         | 18     | 1    | 1   | 0    | 0      | 151  | 6e    |
| 2022  | MotoGP  | KTM         | 16     | 0    | 2   | 0    | 0      | 148  | 6e    |
| 2023  | MotoGP  | KTM         | 20     | 0    | 5   | 0    | 1      | 293  | 4e    |
| 2024  | MotoGP  | KTM         | 19     | 0    | 1   | 0    | 0      | 217  | 5e    |
| Total |         |             | 236    | 17   | 46  | 7    | 14     | 2198 |       |

### Statistiques par catégorie
(Mise à jour après le Grand Prix moto solidaire de Barcelone 2024)
| Catégorie | Année       | 1er GP   | 1er Podium | 1re Victoire | Courses | Victoires | Podiums | Pole | M.tour | Points | Titres |
| --------- | ----------- | -------- | ---------- | ------------ | ------- | --------- | ------- | ---- | ------ | ------ | ------ |
| 125 cm3   | 2011        | IND 2011 |            |              | 5       | 0         | 0       | 0    | 0      | 0      | 0      |
| Moto3     | 2012 - 2016 | QAT 2012 | GER 2014   | ESP 2016     | 88      | 7         | 20      | 6    | 7      | 677    | 1      |
| Moto2     | 2017 -2019  | QAT 2017 | AUS 2017   | GER 2018     | 52      | 8         | 15      | 1    | 3      | 585    | 0      |
| MotoGP    | 2020-       | ESP 2020 | CZE 2020   | CZE 2020     | 91      | 2         | 11      | 0    | 4      | 936    | 0      |
| Total     | 2011-       |          |            |              | 236     | 17        | 46      | 7    | 14     | 2198   | 1      |

## Résultats détaillés
| Sais | Cat     | Moto        | 1       | 2       | 3       | 4       | 5       | 6      | 7        | 8       | 9       | 10       | 11       | 12      | 13     | 14       | 15      | 16      | 17      | 18       | 19       | 20     | 21  | 22  | Pts | Clas |
| ---- | ------- | ----------- | ------- | ------- | ------- | ------- | ------- | ------ | -------- | ------- | ------- | -------- | -------- | ------- | ------ | -------- | ------- | ------- | ------- | -------- | -------- | ------ | --- | --- | --- | ---- |
| 2011 | 125 cm3 | Aprilia     | QAT     | SPA     | POR     | FRA     | CAT     | GBR    | NED      | ITA     | GER     | CZE      | IND 17   | RSM     | ARA    | JPN 20   | AUS 21  | MAL Ab. | VAL Ab. |          |          |        |     |     | 0   | NC   |
| 2012 | Moto3   | Kalex KTM   | QAT Ab. | SPA Ab. | POR 11  | FRA Ab. | CAT Ab. | GBR 17 | NED 20   | GER Ab. | ITA 24  | IND Ab.  | CZE 20   | RSM 16  | ARA 16 | JAP Ab.  | MAL 12  | AUS 14  | VAL 4   |          |          |        |     |     | 24  | 21e  |
| 2013 | Moto3   | Suter Honda | QAT 12  | AME 9   | SPA 4   | FRA 8   | ITA 14  | CAT 12 | NED 15   | GER 9   | IND Ab. | CZE Ab.  | GBR Ab.  |         |        |          |         |         |         |          |          |        |     |     | 66  | 13e  |
| 2013 | Moto3   | Mahindra    |         |         |         |         |         |        |          |         |         |          |          | RSM 18  | ARA 12 | MAL 11   | AUS 15  | JPN 10  | VAL 12  |          |          |        |     |     | 66  | 13e  |
| 2014 | Moto3   | Mahindra    | QAT 15  | AME Ab. | ARG 14  | SPA Ab. | FRA 14  | ITA 9  | CAT 6    | NED 9   | GER 2   | IND 9    | CZE 6    | GBR 15  | RSM 6  | ARA 8    | JPN 3   | AUS 15  | MAL Ab. | VAL 9    |          |        |     |     | 109 | 11e  |
| 2015 | Moto3   | KTM         | QAT 10  | AME 5   | ARG 5   | SPA 3   | FRA Ab. | ITA 10 | CAT 9    | NED 7   | GER 7   | IND 8    | CZE 3    | GBR Ab. | RSM 5  | ARA Ab.  | JAP 17  | AUS 3   | MAL 2   | VAL 4    |          |        |     |     | 159 | 6e   |
| 2016 | Moto3   | KTM         | QAT 2   | ARG 3   | AME 3   | SPA 1   | FRA 1   | ITA 1  | CAT 2    | NED 12  | GER 8   | AUT 2    | CZE Ab.  | GBR 1   | RSM 1  | ARA 2    | JAP 2   | AUS 1   | MAL 17  | VAL 1    |          |        |     |     | 319 | 1er  |
| 2017 | Moto2   | KTM         | QAT 20  | ARG 9   | AME     | SPA     | FRA     | ITA 10 | CAT 17   | NED 13  | GER 7   | CZE 12   | AUT 7    | GBR 9   | RSM 4  | ARA 5    | JAP Ab. | AUS 2   | MAL 2   | VAL 3    |          |        |     |     | 125 | 8e   |
| 2018 | Moto2   | KTM         | QAT 6   | ARG Ab. | AME 6   | SPA 6   | FRA 9   | ITA 6  | CAT 6    | NED 7   | GER 1   | CZE 6    | AUT 6    | GBR C   | RSM 8  | ARA 1    | THA 4   | JAP 5   | AUS 1   | MAL 8    | VAL Ab.  |        |     |     | 201 | 3e   |
| 2019 | Moto2   | KTM         | QAT 12  | ARG 6   | AME Ab. | SPA 5   | FRA 4   | ITA 15 | CAT 11   | NED 2   | GER 2   | CZE Ab.  | AUT 1    | GBR 3   | RSM 6  | ARA 1    | THA 2   | JPN 12  | AUS 1   | MAL 1    | VAL 1    |        |     |     | 259 | 2e   |
| 2020 | MotoGP  | KTM         | ESP 13  | AND Ab. | CZE 1   | AUT 4   | STY 8   | RSM 12 | EMR Ab.  | CAT 11  | FRA 12  | ARA 11   | TER Ab.  | EUR 7   | VAL 5  | POR Ab.  |         |         |         |          |          |        |     |     | 87  | 11e  |
| 2021 | MotoGP  | KTM         | QAT 14  | DOA 8   | POR 5   | SPA Ab. | FRA 13  | ITA 5  | CAT 8    | GER 4   | NED 12  | STY 4    | AUT 1    | GBR 6   | ARA 7  | RSM 9    | AME 9   | EMR 11  | ALG 10  | VAL 7    |          |        |     |     | 151 | 6e   |
| 2022 | MotoGP  | KTM         | QAT 2   | IND 8   | ARG 6   | AME 12  | POR Ab. | ESP 10 | FRA 8    | ITA 7   | CAT 8   | GER 7    | NED 5    | GBR 11  | AUT 7  | RSM 8    | ARA 4   | JAP 2   | THA 10  | AUS 10   | MAL 8    | VAL 2  |     |     | 188 | 6e   |
| 2023 | MotoGP  | KTM         | POR 6   | ARG 171 | AME 135 | ESP 21  | FRA 62  | ITA 5  | ALL Ab.6 | NED 45  | GBR 39  | AUT 2    | CAT Ab.4 | RSM 145 | IND 4  | JPN Ab.2 | IND 6   | AUS 4   | THA 32  | MAL Ab.5 | QAT 57   | VAL 32 |     |     | 293 | 4e   |
| 2024 | MotoGP  | KTM         | QAT 2   | POR 4   | AME 9   | ESP 6   | FRA 8   | CAT 8  | ITA 106  | NED 6   | ALL 98  | GBR Ab.4 | AUT 57   | ARA 46  | RSM 47 | EMI 196  | IND 8   | JPN 6   | AUS 7   | THA 69   | MAL DNS7 | SLD 69 |     |     | 217 | 5e   |
| 2025 | MotoGP  | KTM         | THA 8   | ARG 7   | AME Ab. | QAT 13  | ESP     | FRA    | GBR      | ARA     | ITA     | NED      | ALL      | TCH     | AUT    | HON      | CAT     | RSM     | JPN     | IND      | AUS      | MAL    | POR | VAL | 22* | 12e* |

*Saison en cours

## Palmarès

### Victoires en Moto3: 7
| Année | Lieu du Grand Prix                           | Circuit                               | Ville                |
| ----- | -------------------------------------------- | ------------------------------------- | -------------------- |
| 2016  | Grand Prix moto d'Espagne                    | Circuit permanent de Jerez            | Jerez de la Frontera |
| 2016  | Grand Prix moto de France                    | Circuit Bugatti                       | Le Mans              |
| 2016  | Grand Prix moto d'Italie                     | Circuit du Mugello                    | Mugello              |
| 2016  | Grand Prix moto de Grande-Bretagne           | Circuit de Silverstone                | Silverstone          |
| 2016  | Grand Prix moto de Saint-Marin               | Misano World Circuit Marco Simoncelli | Misano               |
| 2016  | Grand Prix moto d'Australie                  | Circuit de Phillip Island             | Phillip Island       |
| 2016  | Grand Prix moto de la Communauté valencienne | Circuit de Valence                    | Valence              |

### Victoires en Moto2: 8
| Année | Lieu du Grand Prix                           | Circuit                         | Ville                |
| ----- | -------------------------------------------- | ------------------------------- | -------------------- |
| 2018  | Grand Prix moto d'Allemagne                  | Sachsenring                     | Hohenstein-Ernstthal |
| 2018  | Grand Prix moto d'Aragon                     | Circuit Motorland Aragon        | Alcañiz              |
| 2018  | Grand Prix moto d'Australie                  | Circuit de Phillip Island       | Phillip Island       |
| 2019  | Grand Prix moto d'Autriche                   | Circuit de Spielberg            | Spielberg            |
| 2019  | Grand Prix moto d'Aragon                     | Circuit Motorland Aragon        | Alcañiz              |
| 2019  | Grand Prix moto d'Australie                  | Circuit de Phillip Island       | Phillip Island       |
| 2019  | Grand Prix moto de Malaisie                  | Circuit international de Sepang | Sepang               |
| 2019  | Grand Prix moto de la Communauté valencienne | Circuit de Valence              | Valence              |

### Victoires en MotoGP: 2
| Année | Lieu du Grand Prix                    | Circuit              | Ville                |
| ----- | ------------------------------------- | -------------------- | -------------------- |
| 2020  | Grand Prix moto de République tchèque | Circuit de Masaryk   | Brno                 |
| 2021  | Grand Prix moto d'Autriche            | Circuit de Spielberg | Spielberg (Autriche) |